# Vinça
Vinça en idioma francés, Vinçà en catalán, es una localidad y comuna francesa, situada en el departamento de Pirineos Orientales en la región de Occitania.
A sus habitantes se les conoce por el gentilicio vinçanais.

## Geografía
La comuna está situada en el Conflent, atravesada por el río Têt, entre las poblaciones de Prades y Perpiñán.

## Lugares de interés
- El pantano de Vinça.

## Personajes ilustres
- Julien-Bernard Alart, archivista del siglo XIX, uno de los estudiosos más importantes de la lengua e historia catalana en la región.